# أيا مياما
أيا مياما (باليابانية: 宮間 あや) (مواليد 28 يناير 1985)، هي لاعبة كرة قدم يابانية، تلعب في مركز الوسط. أصبحت كابتن المنتخب الياباني منذ عام 2012، بعد انضامها لصفوفه في 2003.

## وصلات خارجية
- أيا مياما على موقع الاتحاد الدولي (مؤرشف)  (الإنجليزية)
- أيا مياما على موقع الاتحاد الأوربي (الإنجليزية)
- أيا مياما على موقع قاعدة بيانات كرة القدم.إي يو (الإنجليزية)
- أيا مياما على موقع Soccerway.com (الإنجليزية)
- أيا مياما على موقع عالم كرة القدم.نت (الإنجليزية)
- أيا مياما على موقع اللجنة الأولمبية الدولية (الإنجليزية)
- أيا مياما على موقع أوليمبيديا (الإنجليزية)